# Elden Ring Nightreign
Elden Ring Nightreign é um jogo de RPG de ação da FromSoftware e publicado pela Bandai Namco Entertainment. É um desdobramento cooperativo de Elden Ring, revelado no The Game Awards 2024 e programado para ser lançado em 2025 para o PlayStation 5, Windows e Xbox Series X/S.

## Jogabilidade
Elden Ring Nightreign é um RPG de ação cooperativo ambientado em uma versão alternativa e gerada proceduralmente de Limgrave, a primeira área de mundo aberto de Elden Ring. Embora o jogo tenha um modo singleplayer, ele foi criado para ser jogado por equipes de três jogadores que colaboram ao longo de três dias (tempo do game) se preparando para o chefe final. Semelhante aos jogos Battle Royale, Nightreign apresenta uma área que diminui e que é reiniciada após a equipe derrotar o sub-chefe de cada um dos dias.

## Desenvolvimento
Elden Ring Nightreign está em desenvolvimento pela FromSoftware para PlayStation 5, Windows e Xbox Series X/S. A Bandai Namco Entertainment registrou a marca Nightreign em 24 de outubro de 2024, e o jogo foi formalmente revelado no The Game Awards em 12 de dezembro de 2024. O lançamento está previsto para 2025. O primeiro teste de rede ocorrerá em fevereiro de 2025 no PlayStation 5 e Xbox Series X/S, com os jogadores podendo se registrar de 10 a 20 de janeiro de 2025. 
Nightreign está sendo dirigido por Junya Ishizaki, que trabalhou como designer em Dark Souls, Bloodborne, Dark Souls III e Elden Ring . Ao contrário de Elden Ring, o autor George RR Martin não está envolvido com a narrativa de Nightreign . 

## Recepção

### Recepção da Crítica
Elden Ring: Nightreign recebeu "críticas geralmente favoráveis" por parte da crítica, de acordo com o agregador de avaliações Metacritic. O OpenCritic apontou que 80% dos críticos recomendaram o jogo.

### Vendas
Em 03/06/2025, a Bandai Namco anunciou que Elden Ring Nightreign ultrapassou o total de 3,5 milhões de unidades vendidas.